# Britannia Row Studios
Britannia Row Studios — ныне несуществующая студия звукозаписи, вначале располагавшаяся в лондонском районе Ислингтон (в период с 1975 по 1995 годы), а затем базировавшаяся в Фулеме (с 1995 по 2015 годы). 

## История

Здание студии в Ислингтоне

В 1975 году британская рок-группа Pink Floyd приобрела трехэтажное здание по адресу Британиа-Роу, дом 35, Ислингтон, Лондон N1, в котором ранее находился церковный зал S. James Church. К этому времени их контракт со звукозаписывающей компанией EMI на неограниченное студийное время в обмен на сниженный процент от продаж истек, и они переоборудовали здание в студию звукозаписи и складское помещение. Строительство заняло большую часть 1975 года, а в апреле 1976 года группа начала здесь работу над своим десятым студийным альбомом Animals (1977). В дальнейшем в этой студии были записаны некоторые части The Wall (включая детский хор из школы Islington Green School, расположенной за углом от комплекса Britannia Row, для композиции «Another Brick in the Wall»), а так же альбом The Division Bell (1994).
Позднее единоличным владельцем студии стал барабанщик коллектива Ник Мейсон. В начале 1990-х он продал бизнес Кейт Куми, которая являлась администратором студии с середины 1980-х. В 1995 году Куми перевезла студийное оборудование в другой район Лондона — Фулем, и следующие 20 лет Britannia Row Studios располагалась по адресу Уондсворт-Бридж-Роуд. В сентябре 2015 года студия звукозаписи была закрыта, а её помещение было переоборудованы под жилой фонд.
Тем не менее, Мейсон сохранил в собственности первоначальное здание на Британиа-Роу, которое было переделано под офисы. В 2012 году некоторые из них, включая оригинальные студийное пространство, использовались в качестве учебного центра для Лондонской школы звука. В 2016 году Совет Ислингтона дал разрешение на расширение и преобразование здания в жилой дом с ограниченным количеством офисных помещений.
Компания по прокату аудиооборудования Britannia Row Productions, изначально располагавшаяся в Britannia Row, была создана для предоставления в аренду гастрольного оборудование Pink Floyd и поддержания профессиональных навыков дорожной бригады группы. Одним из первых мероприятий, на которых компания обеспечивала звук, был концерт группы Queen 1976 года в Гайд-парке с аудиторией более 150 000 человек. В 1985 году Pink Floyd продали Britannia Row Productions в собственность своим менеджерам, в настоящее время компания базируется в Туикенеме.

## Список исполнителей
Список исполнителей, которые использовали студию для записи музыкального материала:
- Ричард Эшкрофт[3]
- Atomic Kitten
- Bijelo Dugme
- Бьорк[3]
- Джеймс Блант
- Кейт Буш
- Coil
- The Cult
- Пит Доэрти[3]
- Питер Гэбриел[10]
- Джек Деджонетт
- Joy Division
- Ронан Китинг
- Liberty X[англ.]
- Manic Street Preachers[3]
- Майкл Мантлер[англ.]
- Данни Миноуг
- Кайли Миноуг[3]
- Кейт Нэш
- Nash the Slash[англ.]
- New Order
- Page and Plant[3]
- The Pillows
- Pink Floyd
- Pulp
- Рой Харпер
- Section 25[англ.]
- Skindred
- Snow Patrol
- Soul II Soul[11]
- Sugababes[3]
- Supergrass[3]
- Westlife